# مایع زلاله‌ای

مایع زلاله‌ای (به انگلیسی: Synovial fluid) یا مایع مفصلی، مایعی است شفاف، به رنگ زرد کم رنگ که توسط سلول‌های غشاء زلاله‌ای (سینوویال) در مفاصل زلاله‌ای ترشح می‌گردد. این مایع که تجزیه شده پلاسما است، دارای خاصیت چسبندگی بوده و حاوی پروتئین و اسید هیالورونیک است.
خاصیت چسبندگی (ویسکوزیته) مایع سینوویال بیشتر به علت اسید هیالورونیک است. هرچه حرکت استخوان‌های مفصل کندتر باشد، چسبندگی مایع افزایش می‌یابد و در نتیجه مقاومت بیشتری را نسبت به حرکت از خود نشان می‌دهد و با افزایش سرعت حرکت، چسبندگی و مقاومت مایع سینوویال کاهش می‌یابد.

## ترشح
پرده داخلی مفصل‌های زلاله‌ای مسئول ترشح مایع زلاله‌ای است. این مایع که دارای اسید هیالورونیک است به‌طور مرتب از پلاسمای خون محیطی توسط سلول‌های شبیه فیبروبلاست لایه زلاله‌ای، بداخل مفصل ترشح و توسط همین پرده مفصلی بازجذب می‌شود. این مایع به صورت لایه‌ای چند میکرونی روی غضروف مفصل را می‌پوشاند و در بین خلل‌وفرج سطح غضروف پخش می‌گردد.

## ترکیب
مایع زلاله‌ای از سلول‌های نوع B غشاء سینوویوم ترشح می‌شود و دارای اسید هیالورونیک، لوبریسین، پروتئاز و کلاژناز است. این مایع خاصیت سیال غیر نیوتنی دارد

## وظایف
مهم‌ترین وظایف مایع زلاله‌ای عبارتنداز:
- تغذیه غضروف مفصلی
- لغزندگی سطح مفصل و در نتیجه کاهش اصطکاک میان آنها
- نقش کمک فنر[۲]
- چسبندگی مایع سینوویال باعث مقاومت در برابر نیروی برشی[۳] می‌گردد.

## تغییرات در بیماری‌ها
در بیماری‌های التهابی مفصل که بنام آرتریت خوانده می‌شوند ترشح مایع زلاله‌ای افزایش یافته و در مفصل جمع می‌شود همچنین در ضرب‌دیدگی‌ها و آرتروز مقدار مایع افزایش می‌یابد.